# Janisze (Ełk)
Janisze (deutsch Johannisberg) ist ein kleiner Ort in der polnischen Woiwodschaft Ermland-Masuren, der zur Gmina Ełk (Landgemeinde Lyck) im Powiat Ełcki (Kreis Lyck) gehört.

## Geographische Lage
Janisze liegt im südlichen Osten der Woiwodschaft Ermland-Masuren, zehn Kilometer nördlich der Kreisstadt Ełk (Lyck).

## Geschichte
Der Weiler (polnisch osada) Janisze und seinerzeit Johannisberg genannte Ort wurde 1845 gegründet. Am 19. Mai 1845 entstand das Etablissement Johannisberg als Vorwerk zu Stradaunen (polnisch Straduny) mit einem großen Hof und einer späteren Ziegelei. Bis 1945 war der Ort Wohnplatz in der Gemeinde Stradaunen im gleichnamigen Amtsbezirk im Kreis Lyck und Regierungsbezirk Gumbinnen (ab 1905: Regierungsbezirk Allenstein) der preußischen Provinz Ostpreußen. In Johannisberg lebten im Jahre 1910 insgesamt 67 Einwohner.
Johannisberg kam 1945 in Kriegsfolge mit dem gesamten südlichen Ostpreußen zu Polen und trägt seitdem die polnische Namensform „Janisze“. Der Ort ist heute Sitz eines Schulzenamtes (polnisch sołectwo), in das auch der Nachbarort Skup (deutsch Felsenhof) eingegliedert ist, und somit Teil der Gmina Ełk (Landgemeinde Lyck) im Powiat Ełcki (Kreis Lyck), vor 1998 der Woiwodschaft Suwałki, seither der Woiwodschaft Ermland-Masuren zugehörig.

## Religionen
Johannisberg war vor 1945 in die evangelische Kirche Stradaunen in der Kirchenprovinz Ostpreußen der Kirche der Altpreußischen Union sowie in die katholische Pfarrkirche St. Adalbert in Lyck im Bistum Ermland eingepfarrt. 
Heute gehört Janisze zur katholischen Pfarrei Straduny im Bistum Ełk der Römisch-katholischen Kirche in Polen. Die evangelischen Einwohner halten sich zur Kirchengemeinde in Ełk, einer Filialgemeinde der Pfarrei Pisz (Johannisburg) in der Diözese Masuren der Evangelisch-Augsburgischen Kirche in Polen.

## Verkehr
Janisze ist über eine Nebenstraße zu erreichen, die nördlich von Straduny von der polnischen Landesstraße 65 (ehemalige deutsche Reichsstraße 132) in östlicher Richtung abzweigt. Eine Bahnanbindung besteht nicht.